# Paul Price
Pour les articles homonymes, voir Price.
Paul Price, né le 6 mai 1976 à Melbourne, est un joueur  de squash représentant l'Australie. Il atteint en août 2001 la 4e place mondiale sur le circuit international, son meilleur classement.Il fait partie de l'équipe d'Australie championne du monde par équipes en 2001 et 2003.
En octobre 2017, il devient entraîneur de l'équipe d'Australie masculine de squash.

## Palmarès

### Titres
- Windy City Open : 2003
- Open de Pittsburgh : 1999
- Championnats du monde par équipes : 2 titres (2001, 2003)

### Finales
- Australian Open : 2 finales (2000, 2003)
- British Open : 2000
- Open des Flandres : 2001